# Skilda världar (film)
Skilda världar (engelska: Separate but Equal) är en amerikansk TV-film från 1991 i regi av George Stevens Jr.. Filmen/miniserien skildrar desegregationsprocessen Brown v. Board of Education som blev prejudicerande efter utslaget i USA:s högsta domstol, med titeln baserad på frasen "Separate but equal". Filmens huvudroller spelas av Sidney Poitier i rollen som NAACP:s huvudadvokat Thurgood Marshall, Richard Kiley som chefsdomare Earl Warren, Burt Lancaster (i sin sista TV-roll) som advokat John W. Davis (förlorare av ärendet Briggs v. Elliott och den demokratiska kandidaten i presidentvalet i USA 1924), Cleavon Little som advokaten och domaren Robert L. Carter och Lynne Thigpen som Ruth Alice Stovall. Filmen erhöll ett flertal nomineringar och priser.

## Rollista i urval
- Sidney Poitier – NAACP-advokaten Thurgood Marshall
- Burt Lancaster – advokat John W. Davis
- Richard Kiley – chefsdomare Earl Warren
- Cleavon Little – NAACP-advokaten Robert L. 'Bob' Carter
- Gloria Foster – Buster Marshall
- John McMartin – guvernör James F. Byrnes
- Mark Hammer – biträdande domare Stanley Forman Reed
- Graham Beckel – Josiah C. Tulley
- Jeffrey Wright – William Coleman
- Ed Hall – pastor J.A. Delaine
- Lynne Thigpen – Ruth Alice Stovall
- Macon McCalman – W.B. Springer
- Randle Mell – Charles L. Black Jr.
- Cheryl Lynn Bruce – Gladys Hampton
- Tommy Hollis – Harry Briggs
- John Rothman – NAACP-advokaten Jack Greenberg
- Damien Leake – doktor Kenneth Clark
- Mike Nussbaum – domare i HD Felix Frankfurter
- William Hardy – domare i HD Tom C. Clark
- William Cain – federal domare J. Waties Waring